# Microstigmata
Microstigmata is een geslacht van spinnen uit de familie Microstigmatidae.

## Soorten
Het geslacht kent de volgende soort:
- Microstigmata amatola Griswold, 1985
- Microstigmata geophila (Hewitt, 1916)
- Microstigmata lawrencei Griswold, 1985
- Microstigmata longipes (Lawrence, 1938)
- Microstigmata ukhahlamba Griswold, 1985
- Microstigmata zuluensis (Lawrence, 1938)